# Hugues Loubenx de Verdalle
Hugues Loubenx de Verdalle (Loubens, 13 aprile 1531 – La Valletta, 4 maggio 1595) è stato Gran maestro dell'Ordine di Malta dal 1581 al 1595.

## Biografia
Nato nel castello di Loubens, in Guascogna, Hugues Loubenx de Verdalle proveniva da una nobile famiglia originaria di Carcassonne.
Nel 1547 entrò nelle schiere dell'Ordine di Malta e nel 1552 prese parte all'assedio di Zara. Durante l'assedio di Malta, nel 1565, prese il comando dell'artiglieria dell'Ordine, distinguendosi anche come valente soldato. Successivamente fu Gran Priore dell'Ordine a Tolosa e commendatore a Pézenas, sino a quando ricevette l'incarico di ambasciatore dei cavalieri presso la Santa Sede, nel 1579. In quello stesso anno divenne anche Gran Priore della langue di Provenza.

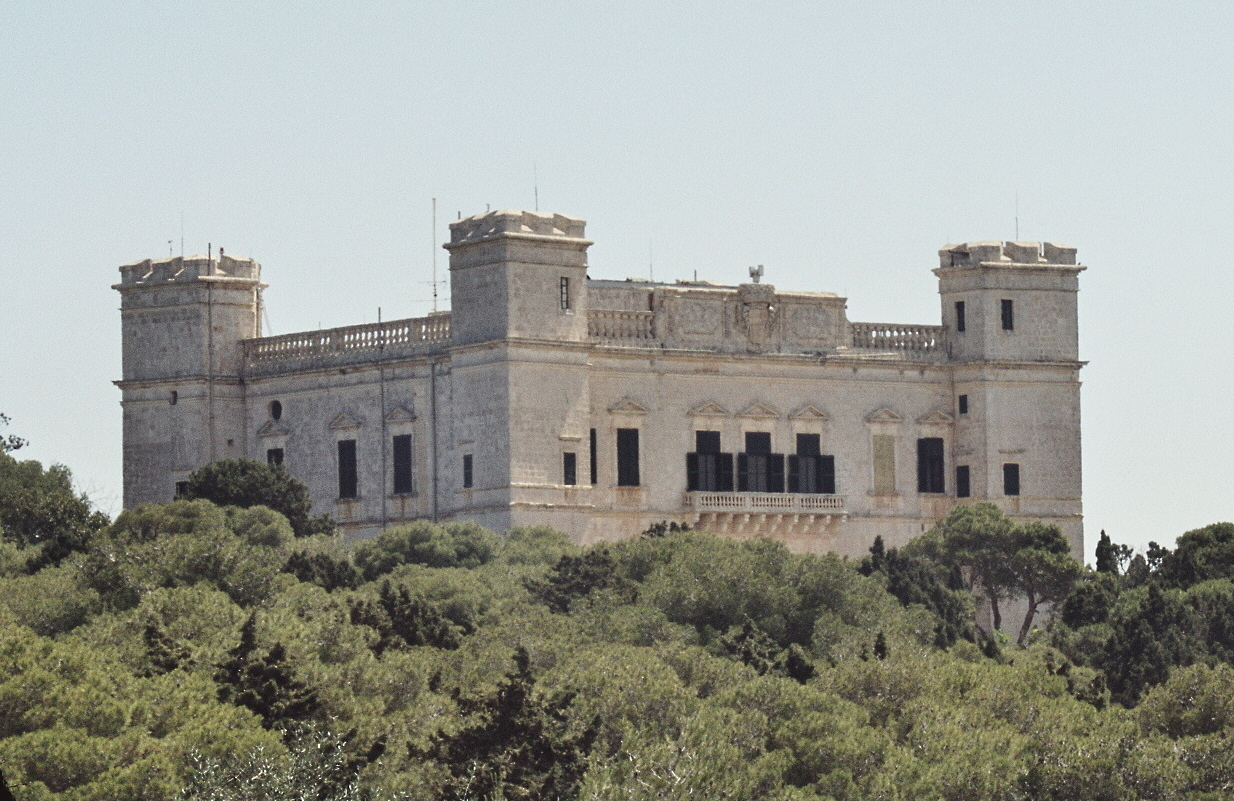
Palazzo Verdala

Il 12 gennaio 1582 venne eletto Gran Maestro dell'Ordine di Malta e dal 18 dicembre 1587 venne nominato da papa Sisto V cardinale diacono, nonché membro della flotta pontificia. Diventato gran maestro si impegnò per riformare l'ordine; al contempo fu molto attivo dal punto di vista culturale e, su tale versante, incaricò Jacopo Bosio di scrivere l'Historia Equitum S. Ioannis Hierosolymitani, un'opera storica sulle vicende dell'Ordine.
Il Verdalle è ricordato in particolar modo per aver fatto costruire il casotto di caccia di Boschetto che dal suo nome venne battezzato Palazzo Verdala e per la fondazione del monastero delle suore di Sant'Orsola a La Valletta.
Alla sua morte, avvenuta a La Valletta nel 1595, venne poi sepolto in un sarcofago nella cripta della concattedrale di San Giovanni.

## Conclavi
Hugues Loubenx de Verdalle non partecipò ad alcuno dei quattro conclavi che ebbero luogo durante il suo periodo di cardinalato.